# Edmond-Gustave-Armand Foiret
Edmond-Gustave-Armand Foiret, francoski general, * 1883, † 1963.